# Red Bull Batalla de los Gallos
La Red Bull Batalla De Los Gallos (coneguda també com a Red Bull BDLG o simplement BDLG) és una competició anual de freestyle rap. És, per excel·lència, la competició de freestyle més reconeguda mundialment i reuneix MCs de diversos països de parla hispana des de l'any 2005.
Es tracta d'una competició per eliminatòries que compta amb fases classificatòries regionals, nacionals i, finalment, una final internacional. És patrocinada per la coneguda beguda energètica Red Bull, la qual realitza la seva difusió. El seu eslògan és «Molts parlen, pocs rimen, només els millors improvisen». Per competir cal tenir 16 anys o complir-los aquest mateix any.

## Descripció[calcitació]
Aquesta competició està basada en la capacitat per improvisar en un combat verbal un contra un entre dos rapers té com a objectiu, mitjançant rimes i mitjançant la lírica, humiliar i quedar per sobre del rival. El contacte físic només està permès lleugerament (petits tocs), les agressions es castiguen amb la desqualificació automàtica.
La batalla està regida per un jurat que decideix qui ha guanyat cada ronda. Els components del jurat són variables depenent de cada batalla i de cada país. Per exemple: a Espanya, el membre fix és Dobleache (cap de la revista 4x4hiphop) que es complementa amb diverses individualitats més, que en la majoria de les vegades es tracta d'altres MCs més coneguts, i a vegades, antics participants de la competició en anys anteriors.
El format de l'esdeveniment és d'eliminatòries, començant des de setzens (o vuitens, depenent de la naturalesa de l'esdeveniment) fins a arribar a la final. Està dirigit per un presentador, l'objectiu del qual és mantenir animat al públic i fer que prengui part activa en l'esdeveniment. També presenta els participants segons els toca improvisar, i és el responsable de donar avisos en cas que hi hagués alguna incidència. El presentador tampoc és fix i depèn del país, encara que a Espanya l'habitual ha estat Mbaka, excepte en certes ocasions: Sevilla 2006 i primera ronda de Madrid 2006 (Dobleache), Bilbao 2008 (Kunta, també conegut com a Kunta K) i Almeria 2016.
En els països més grans (com Espanya, Argentina o Mèxic), es realitzen una sèrie de semifinals regionals i els millors classificats de cada una es reuneixen en una final nacional, i el guanyador de la qual avança a la Final Internacional, per enfrontar-se amb els millors galls de cada país de parla hispana.

## Final internacional

### Història
De les onze edicions que s'han realitzat, només quatre països han aconseguit aixecar el cinturó de la Red Bull Batalla dels Galls: El primer d'ells és Espanya, amb sis rapers vencedors: Rayden (2006), Noult (2009), Invert (2014), Arkano (2015), Skone (2016) i Bnet (2019), seguit de l'Argentina amb tres rapers guanyadors. Per a Argentina va ser el primer títol el 2005, després de la victòria de Frescolate, el 2013 amb la victòria de Dtoke i el 2018 amb la victòria de Wos davant Aczino, campió defensor i botxí de L'allau de la rima en l'edició 2017. el tercer país amb més campionats és Mèxic, que va guanyar el títol el 2008 per primera vegada, amb un excel·lent Hadrian, i el 2017 es va tornar a quedar amb el trofeu al país després de la victòria d'Aczino. Puerto Rico és l'últim país a posseir una internacional; la qual va guanyar Link One en 2007.
La seu de Red Bull Batalla dels Galls és rotatòria, ja que canvia de lloc cada any: Puerto Rico el 2005, Colòmbia el 2006, Veneçuela el 2007, Mèxic el 2008, Espanya en 2009, Argentina el 2013, Espanya en 2014, Xile el 2015, Perú a 2016, Mèxic el 2017, Argentina en 2018, i el 2019 a Espanya.
| Edició      | Campió        | Subcampió     |
| ----------- | ------------- | ------------- |
| 2005 ·      | Frescolate    | El Niño       |
| 2006        | Rayden        | Tek One       |
| 2007        | Link One      | Jay Co        |
| 2008        | Hadrián       | Mena          |
| 2009        | Noult         | McKlopedia    |
| 2010 - 2012 | No n'hi hagué | No n'hi hagué |
| 2013        | Dtoke         | Jony B        |
| 2014        | Invert        | Kaiser        |
| 2015        | Arkano        | Tom Crowley   |
| 2016        | Skone         | Jota          |
| 2017        | Aczino        | Wos           |
| 2018        | Wos           | Aczino        |
| 2019        | Bnet          | Valles T      |
| 2020        | Rapder        | Skone         |
| 2021        | Aczino        | Skone         |
| 2022        | Aczino        | Gazir         |
| 2023        | Chuty         | Fat N         |
| 2024        | Chuty Gazir   | No hubo       |